# 安明路
安明路為台南市南北向主要道路之一，位於台南市安南區。南起中華北路與府安路間之大港觀海橋，北至公學路交叉路口，全長約9.6公里，台南市道路編號13，台17線里程為164~174公里。

## 行經行政區域
- 安南區

## 路線
安明路往北走通過國姓橋可到達台南市七股區；往南走通過大港觀海橋可到達台南市北區。
此外，經由安明路順延路段行走，二段與三段間轉本田路可到達台南科技工業區；三段與四段間轉北汕尾路可到達鹿耳門天后宮及台江國家公園；四段間有14安中路及12台江大道，轉安中路或台江大道西段可到達正統鹿耳門聖母廟，轉台江大道中段可轉安吉路至國道八號。

## 沿途設施
- 一段：
  - 九份子重劃區
- 二段：

- 三段：
  - 台南科技工業區
  - 國立成功大學安南校區（水工試驗所）
- 四段：
  - 臺南市政府消防局第六大隊土城分隊

## 分段
- 一段：府安路－郡安路
- 二段：安通路－本田路
- 三段：本田路－北汕尾路
- 四段：北汕尾路－公學路

## 本路段客運
- 幹支線公車[2]

| 編號 | 路線                       | 本路段公車站 |
| ---- | -------------------------- | ------------ |
| 藍25 | 佳里－七股－南台灣創新園區 | 成大安南校區 |